# Sarcophyton (orquídea)
Sarcophyton es un género de orquídeas epifitas originarias de Nueva Guinea. Comprende 3 especies descritas y  aceptadas.

## Taxonomía
El género fue descrito por (Lindl. & Paxton) Leslie A. Garay y publicado en Botanical Museum Leaflets 23(4): 202. 1972.

## Especies aceptadas
A continuación se brinda un listado de las especies del género Sarcophyton (orquídea) aceptadas hasta marzo de 2013, ordenadas alfabéticamente. Para cada una se indica el nombre binomial seguido del autor, abreviado según las convenciones y usos.
- Sarcophyton crassifolium (Lindl. & Paxton) Garay
- Sarcophyton pachyphyllum (Ames) Garay
- Sarcophyton taiwanianum (Hayata) Garay